# Segelfluggelände Weipertshofen

i7
i11
i13
Das Segelfluggelände Weipertshofen liegt im Gebiet des Teilorts Weipertshofen der Gemeinde Stimpfach im Landkreis Schwäbisch Hall in Baden-Württemberg, direkt nördlich von Weipertshofen.

## Flugbetrieb
Das Segelfluggelände ist mit einer 465 m langen und 30 m breiten Start- und Landebahn aus Gras (Richtung 11/29), einer 200 m langen und 30 m breiten Landebahn aus Gras im Westen (Richtung 11) und einer 180 m langen und 30 m breiten Landebahn aus Gras im Osten (Richtung 30) ausgestattet. Es besitzt eine Betriebszulassung für Segelflugzeuge, Motorsegler, Freiballone, Luftsportgeräte, Flugzeuge für Flüge zum Schleppen von Segelflugzeugen oder Motorseglern sowie Flugzeuge zum Absetzen von Fallschirmspringern. Der Start von Segelflugzeugen erfolgt per Flugzeugschlepp, Windenstart oder Gummiseilstart. Der Halter und Betreiber des Segelfluggeländes ist die Sportfliegergruppe Crailsheim e. V. Der Verein wurde 1956 gegründet.